# Habib Bahmani
Habib Bahmani Jouneghani (perz. حبیب بهمنی, rođen 15. siječnja 1988.) trener je hrvatske wushu reprezentacije od 2021. godine. Bivši je član iranske Wushu reprezentacije te bivši izbornik iranske seniorske wushu reprezentacije. Bio je predavač na nekoliko međunarodnih seminara koji se održavaju svake godine.

## Postignuća
- Svjetski kup za odrasle – Italija 2009.:
  - viceprvak (u težini 70 kg).[15]
- 5. Otvoreno balkansko wushu prvenstvo – Afyonkarahisar 2022.:
  - juniorska zlatna medalja „Alen Šehić” (u težini 75 kg),
  - srebrna medalja „Toni Čujić-Klenovar” (u težini 70 kg) – prva hrvatska seniorska medalja.[16]
- 8. Svjetsko juniorsko wushu prvenstvo – Jakarta 2022.: 
  - brončana medalja (u težini 75 kg), prva u povijesti hrvatskog wushua, nakon pobjede protiv protivnika iz Turkmenistana i Italije.[17][18]
- Europsko wushu prvenstvo – Istanbul 2023.:
  - seniorski uzrast:
    - brončana medalja „Fran Juraj Kajs” (u težini 80 kg),
    - zlatna medalja „Toni Čujić-Klenovar” (u težini 70 kg) – prvo seniorsko zlato u povijesti hrvatskog wushua;

  - juniorski uzrast:
    - muška kategorija:
      - dvije srebrne (60 kg i 65 kg) i dvije brončane medalje;

    - ženska kategorija:
      - dvije srebrne medalje (56 kg i 60 kg).[19]

## Vanjske poveznice
- Habib Bahmani na Instagramu